# Inmigración argentina en Paraguay

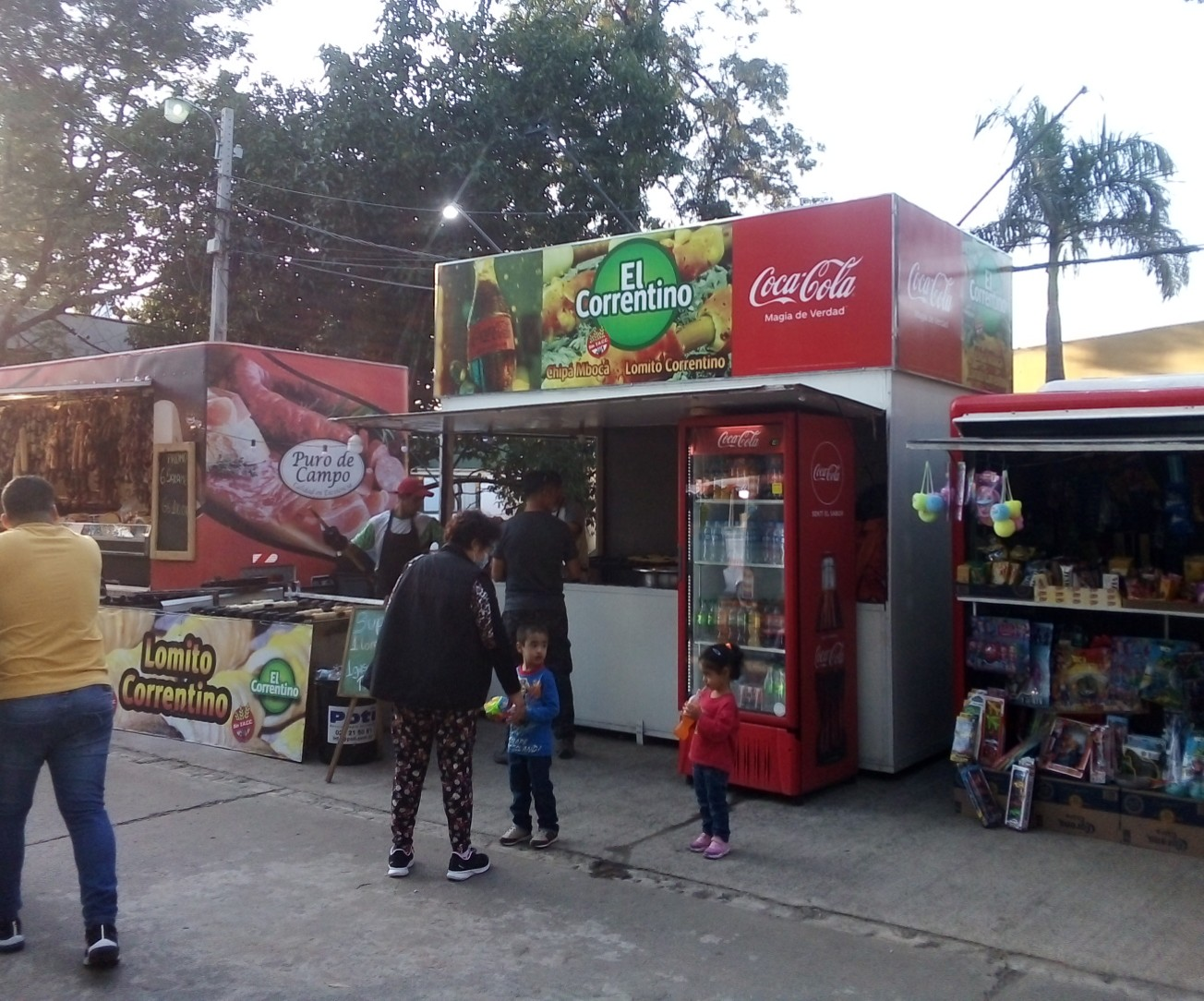
Local gastronómico correntino en la Expo de MRA.

La inmigración argentina en Paraguay es la más importante y numerosa de la República del Paraguay. Está conformado por los argentinos o descendientes de argentinos establecidos en territorio paraguayo, generalmente en las localidades fronterizas; principalmente en la capital, Asunción, seguidas de Ciudad del Este, Pilar, Encarnación y en otros lugares del interior del país (zona sur y este especialmente).

## Historia

### SigloXIX
Luego del desastre demográfico que significó la guerra de la Triple Alianza, el Paraguay buscó atraer a inmigrantes para repoblar el desolado territorio En 1870 con el fin de la guerra de la Triple Alianza que enfrentó al país con Argentina, Brasil y Uruguay se hizo necesario la repoblación: la guerra había causado la muerte de 300.000 personas y dejado como legado una economía en ruinas, los gobiernos de la posguerra se centraron en la colonización agrícola con inmigrantes para así reconstruir el sector primario de producción. La zona sur del país se hallaba en un total despoblamiento; comenzó a nutrirse con los inmigrantes provenientes de la provincia argentina de Corrientes.
Según los Anuarios Estadísticos del Paraguay, entre 1880 y 1889 ingresaron 4.895 argentinos y en una menor proporción ingresaron los de otros países americanos, entre ellos 530 brasileños y 198 uruguayos.

### SigloXX
La inmigración argentina en el Paraguay ha ido creciendo gradualmente desde comienzos del siglo XX hasta la actualidad. Desde la década del 40 se produce una migración cruzada entre ambos países, destacándose una cultura híbrida entre las dos fronteras con familias binacionales con padres paraguayos e hijos argentinos. Es en el período de 1972-1982 donde se observa un crecimiento mayor, producto atribuible en parte a los retornos de paraguayos que habían migrado hacia Argentina y sus familiares nacidos allí.
El acrecentamiento de la corriente principal en los últimos 20 años invita a inferir implicancias en el crecimiento de la presencia de argentinos, producto de retornos familiares.[cita requerida] Asimismo, a partir de la creación del Mercosur, se ha acrecentado el comercio bilateral y la movilidad de comerciantes, técnicos y profesionales. El análisis de estos factores generales y la identificación de otros no mencionados exceden la pretensión del presente abordaje, donde se exponen los resultantes de las lógicas sociales que derivaron en hechos/movimientos migratorios.Constituyendo la primera minoría extranjera en Paraguay, cifras que serán refrendadas o reformuladas en el censo de 2012.

### Presente

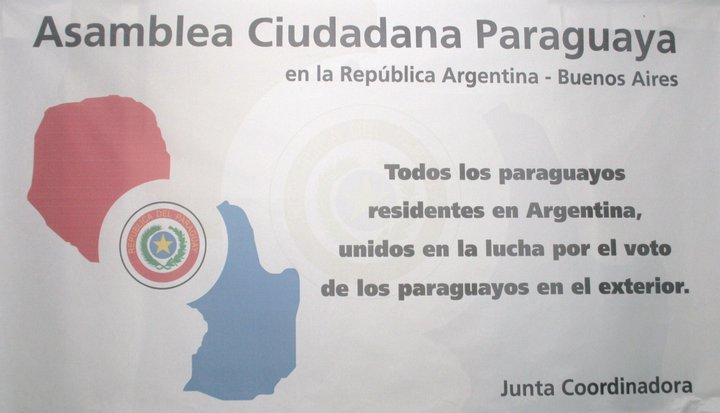
A través de la numerosa inmigración paraguaya en Argentina, la Asamblea Ciudadana Paraguaya de Argentina fue establecida hace un par de décadas.
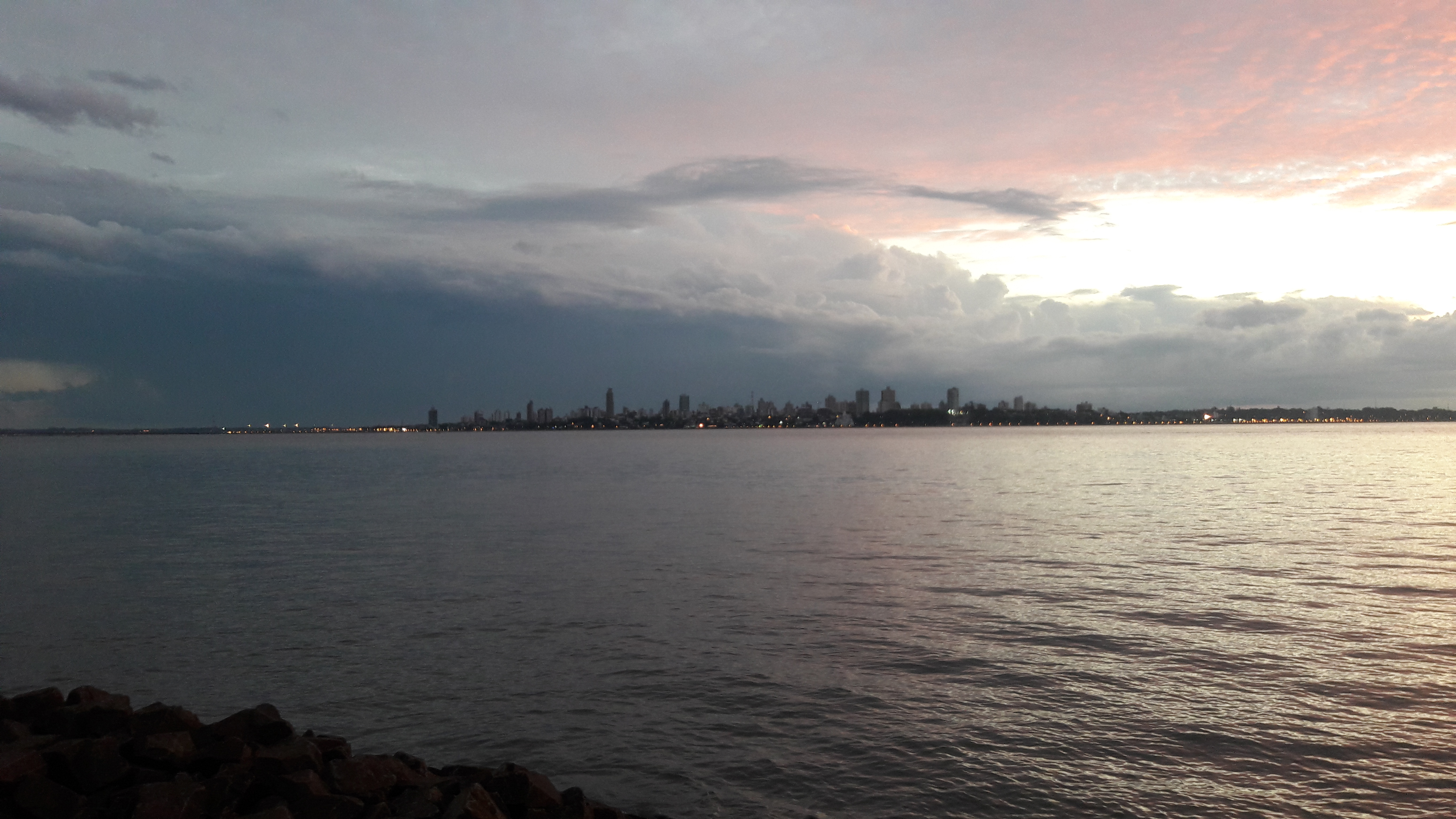
Posadas vista desde la Playa San José, Encarnación, en la larga frontera entre Argentina y Paraguay.
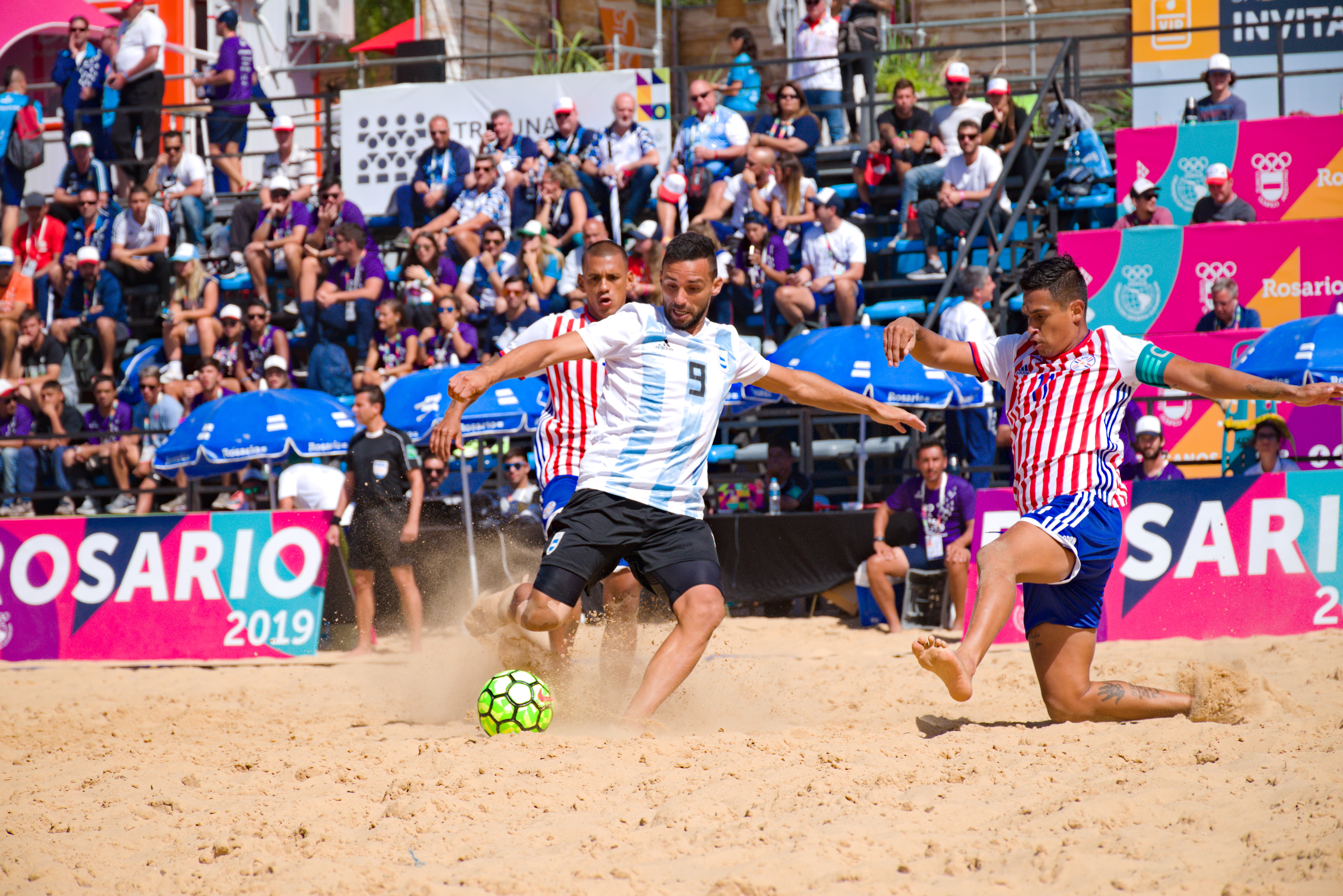
Un partido de fútbol playa entre Argentina y Paraguay.
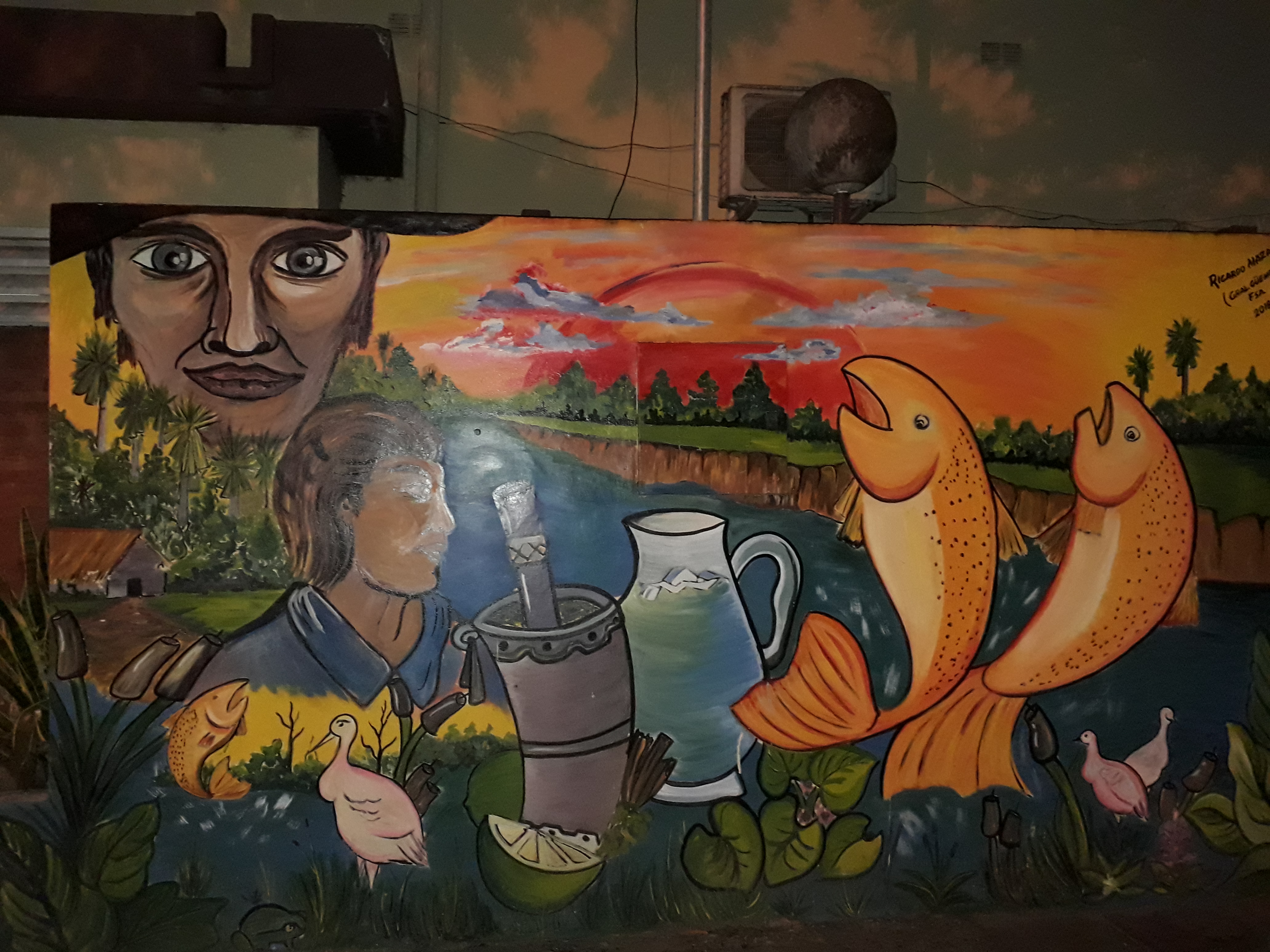
Murales en la ciudad de Formosa, presentando un tereré.
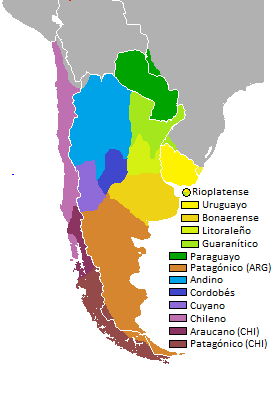
Debido a factores culturales milenares, el dialecto del Noreste argentino o (Litoral), denominado guaranítico, se asemeja al español paraguayo, resaltado en verde.
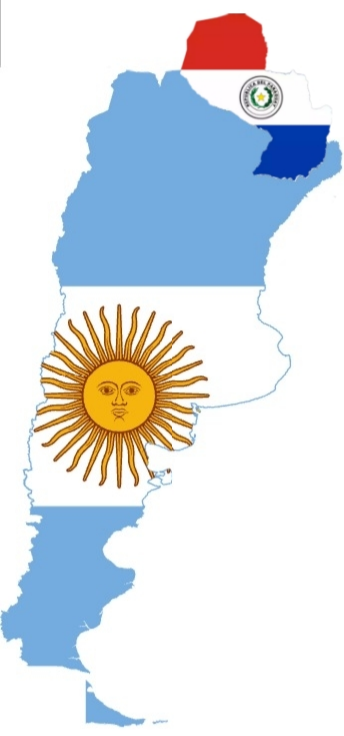
Los mapas de Argentina y Paraguay.
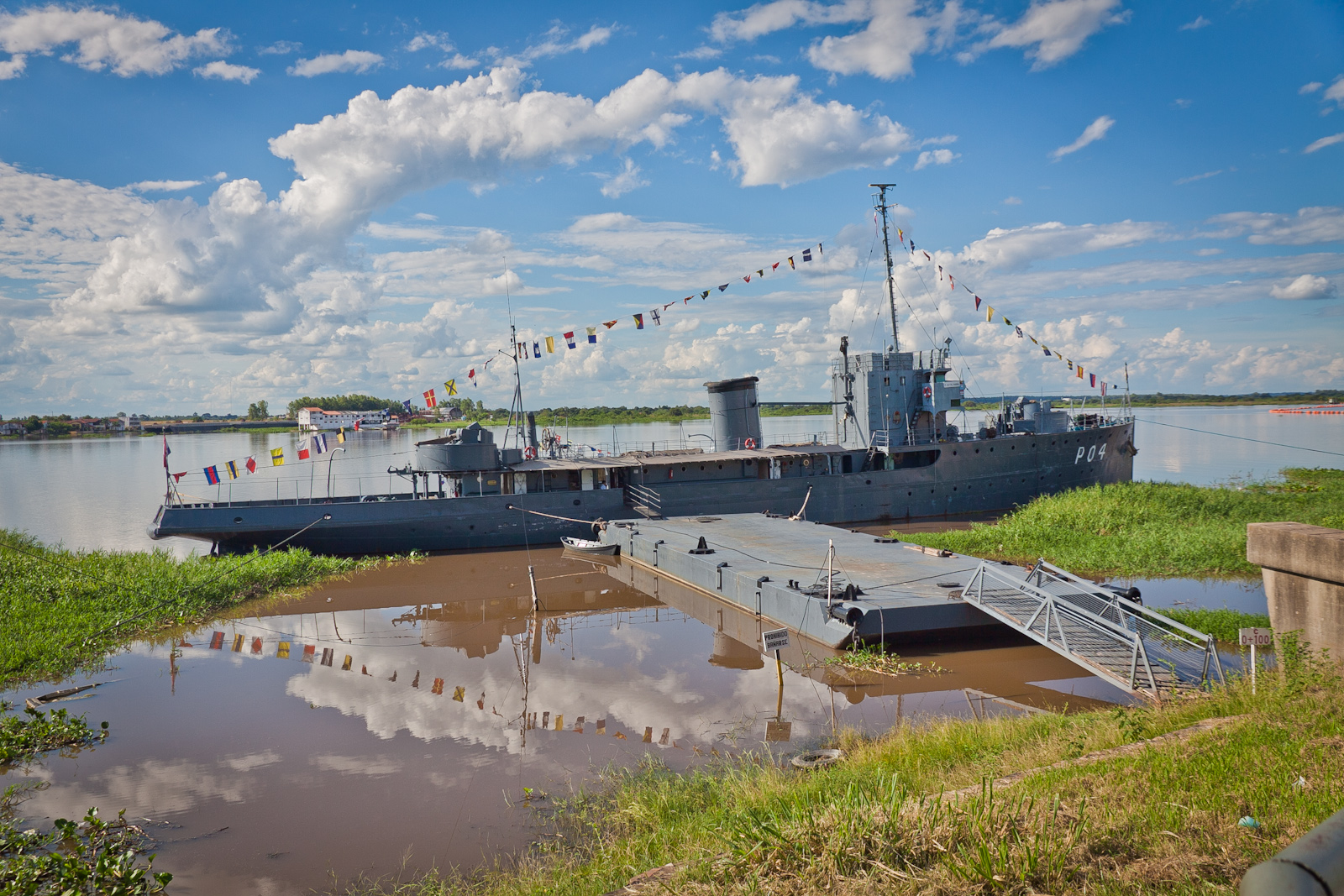
Acorazado de la Armada Argentina, en  Asunción.

Al año 2022 Paraguay era el cuarto país donde más migrantes argentinos hay, detrás de España, Estados Unidos y Chile, destacando que la mayoría de dichos inmigrantes provienen de familias paraguayas radicadas en Argentina o cuentan con doble nacionalidad.
Los inmigrantes argentinos que suelen emigrar al Paraguay son hijos, nietos y parejas argentinos/as que acompañan al migrante paraguayo/a en su retorno a Paraguay. Estos familiares probablemente han estado en estrecho contacto con la cultura paraguaya en Argentina, pero como han nacido en ese país, han cursado parte o toda su trayectoria educativa allí.
El otro rostro de la inmigración argentina y de descendientes argentinos en el país es difícil de precisar, pues muchos paraguayos -especialmente de la frontera- cuentan con doble nacionalidad; además muchos paraguayos cuentan con parientes residiendo en la Argentina, pues este país es donde la mayoría de los paraguayos decide emigrar.